# Kính màu ghép

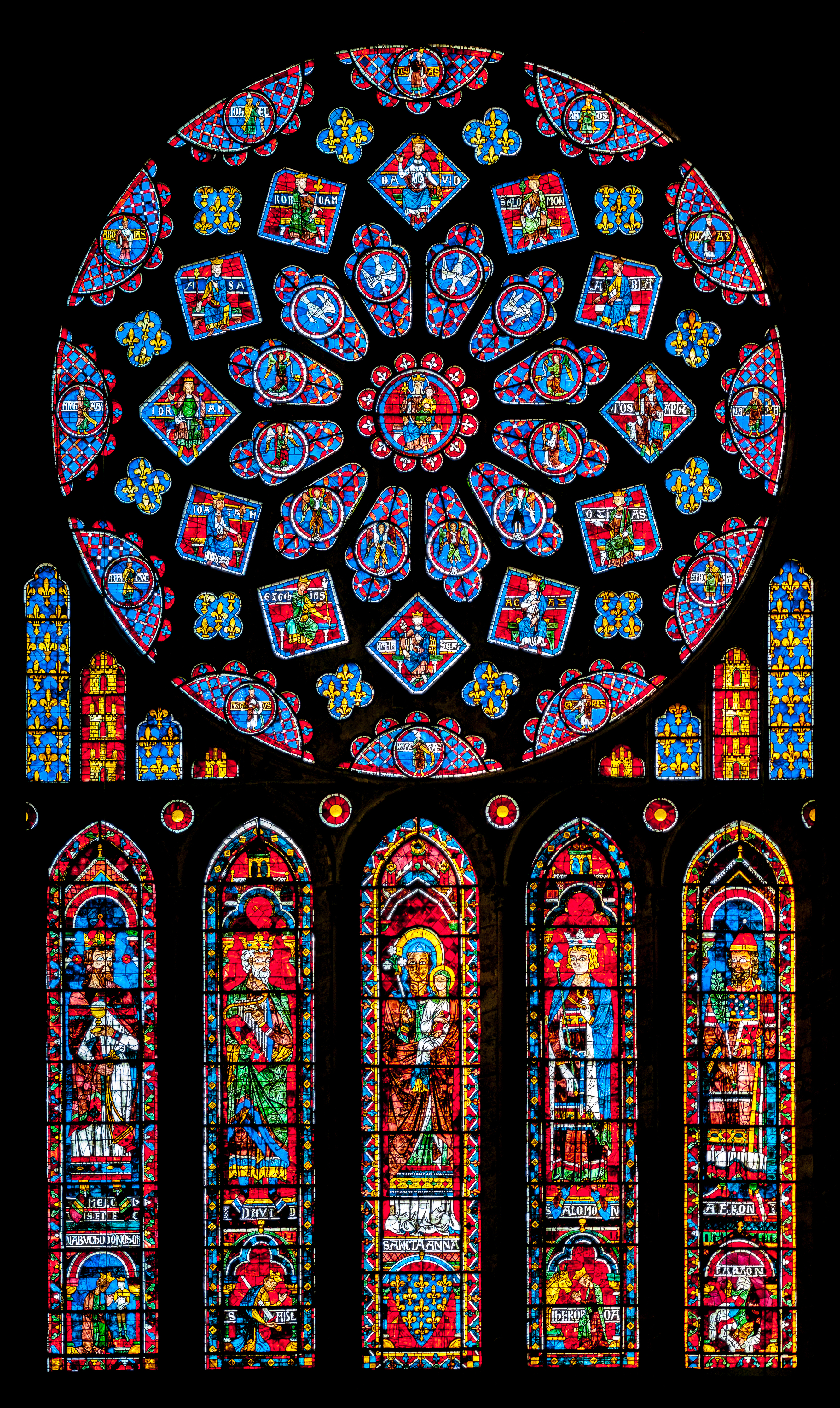
Cửa sổ hoa hồng và Kính màu ghép ở cánh phía bắc Nhà thờ chính tòa Đức Bà Chartres ở Chartres, Pháp

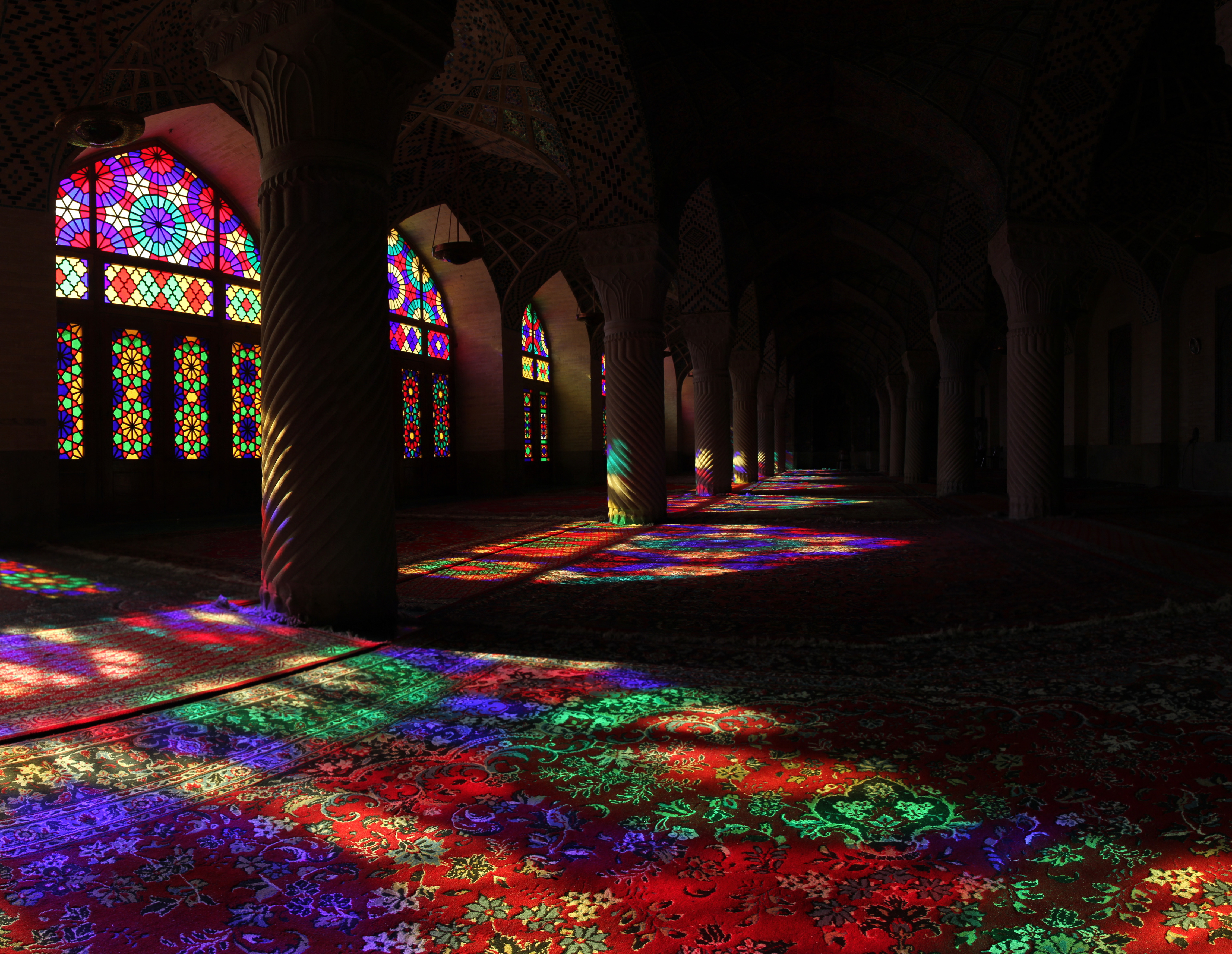
Ánh sáng mặt trời rọi qua kính màu ghép vào nhà thờ Hồi giáo Nasir ol Molk ở Shiraz, Iran

Thuật ngữ kính màu ghép được dùng để nói tới một loại vật liệu hoặc các công trình, tác phẩm tạo ra từ kính màu. Trong suốt lịch sử ngàn năm của nó, thuật ngữ này đã được áp dụng gần như độc quyền cho các cửa sổ của nhà thờ Kitô giáo, nhà thờ Hồi giáo và các tòa nhà quan trọng khác. Những sản phẩm nghệ thuật độc đáo tại các nhà thờ cho đến ngày nay vẫn tồn tại và trở thành những tác phẩm tranh kính nghệ thuật nổi tiếng thế giới thu hút hàng triệu lượt tham quan. Mặc dù theo truyền thống được làm bằng các tấm kính phẳng và được dùng như cửa sổ, những sáng tạo của các nghệ sĩ kính màu hiện đại bao gồm cả các cấu trúc ba chiều và tượng đài. Thuật ngữ chuyên môn hiện đại mở rộng khái niệm "kính màu ghép" để bao gồm tranh kính (leadlight) trong nhà và các tác phẩm nghệ thuật tạo ra từ kính mầu có khung kim loại (came glasswork) được minh họa trong các loại đèn nổi tiếng của Louis Comfort Tiffany.
Vật liệu kính màu ghép là thủy tinh đã được pha màu bằng cách thêm muối kim loại trong quá trình sản xuất nó. Kính màu được chế tác vào các cửa sổ kính màu ghép bằng cách sắp xếp những mảnh kính nhỏ để tạo thành mô hình hoặc hình ảnh, gắn lại với nhau bằng những dải chì và được hỗ trợ bởi một khung cứng. Những chi tiết được sơn và thuốc màu vàng thường được sử dụng để làm nổi bật các thiết kế. Từ kính màu ghép cũng được áp dụng cho các cửa sổ trong đó, các chất tạo màu được sơn lên kính và sau đó được nung nóng chảy vào thủy tinh trong lò hấp.
Kính màu ghép, như một nghệ thuật và một nghề thủ công, đòi hỏi các kỹ năng nghệ thuật để tưởng tượng ra một thiết kế phù hợp và khả thi, và các kỹ năng kỹ thuật để lắp ráp các mảnh kính. Một cửa sổ phải vừa khít vào trong không gian mà nó được làm, phải chống được gió và mưa, và vì vậy, đặc biệt với các cửa sổ lớn, phải chịu đựng được trọng lượng riêng của nó. Nhiều cửa sổ lớn được thử thách qua thời gian và vẫn còn nguyên vẹn từ cuối thời Trung Cổ. Ở Tây Âu, chúng tạo thành hình thức chủ yếu của nghệ thuật tranh ảnh cổ đại mà vẫn sống sót. Trong bối cảnh này, mục đích của một cửa sổ kính màu ghép không phải là để cho phép những người trong một tòa nhà nhìn thấy thế giới bên ngoài hoặc thậm chí chủ yếu để nhận ánh sáng mà là để kiểm soát tia sáng. Vì lý do này cửa sổ kính màu ghép được mô tả như là "trang trí tường được chiếu sáng."
Các thiết kế của một cửa sổ có thể trừu tượng hay tượng hình; có thể kết hợp một câu chuyện rút ra từ Kinh Thánh, lịch sử hay văn học; có thể miêu tả các thiên thần hoặc thánh bảo hộ, hoặc sử dụng các họa tiết tượng trưng, đặc biệt là các huy hiệu. Các cửa sổ trong một tòa nhà có thể theo một đề tài nào đó, ví dụ: trong một nhà thờ - các tình tiết về cuộc đời của Chúa Kitô; trong một tòa nhà quốc hội - huy hiệu của các khu vực bầu cử; trong một hội trường đại học - hình ảnh tiêu biểu cho nghệ thuật và khoa học; hoặc trong một căn nhà - thực vật, động vật, hoặc phong cảnh.
Kính màu ghép ngày nay ngày càng phổ biến và được ứng dụng rất nhiều trong các công trình hiện đại. Không chỉ dừng lại ở những tác phẩm tranh kính nhà thờ độc đáo, chúng còn được sử dụng cho các công trình nhà ở, khách sạn, biệt thự, nhà hàng... với mục đích đem lại sự sang trọng, độc đáo cho không gian nội thất. Chủ đề và phong cách thể hiện đa dạng cũng chính là lý do khiến tranh kính màu ghép ngày càng được yêu thích.

## Công nghiệp

#### Sản xuất kính

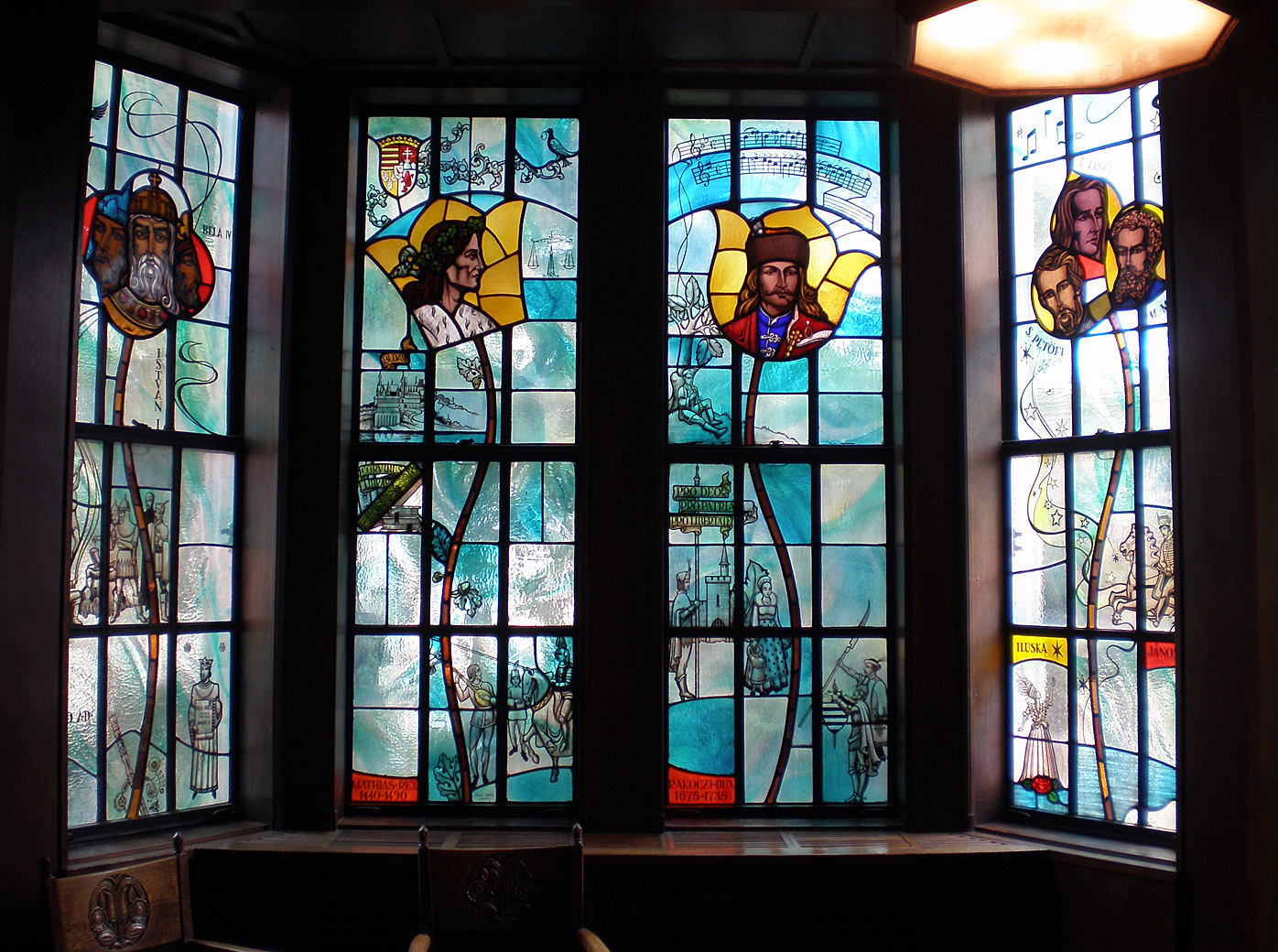
Ở Đại học Pittsburgh

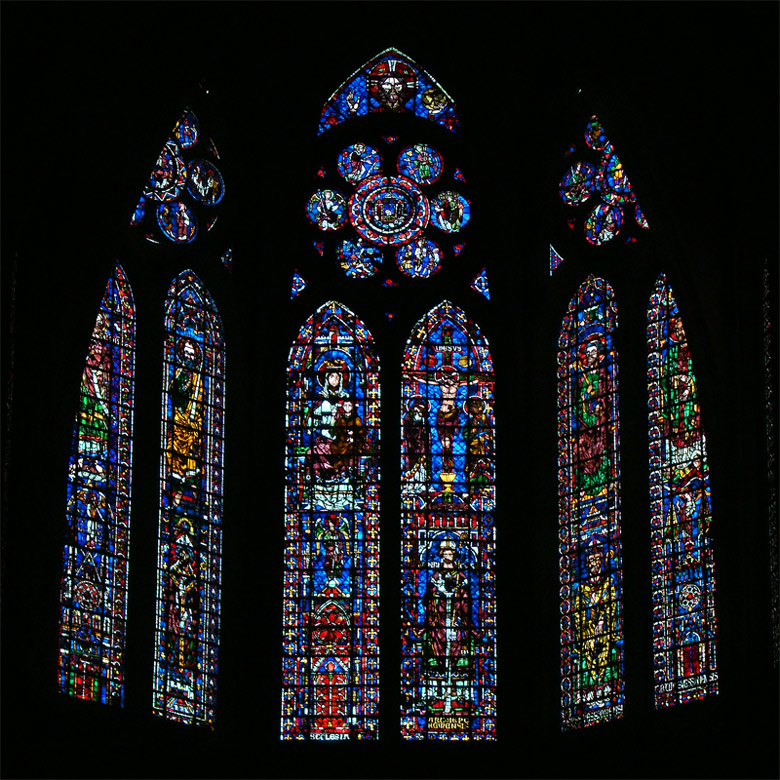
Trong Nhà thờ chính tòa Đức Bà Reims

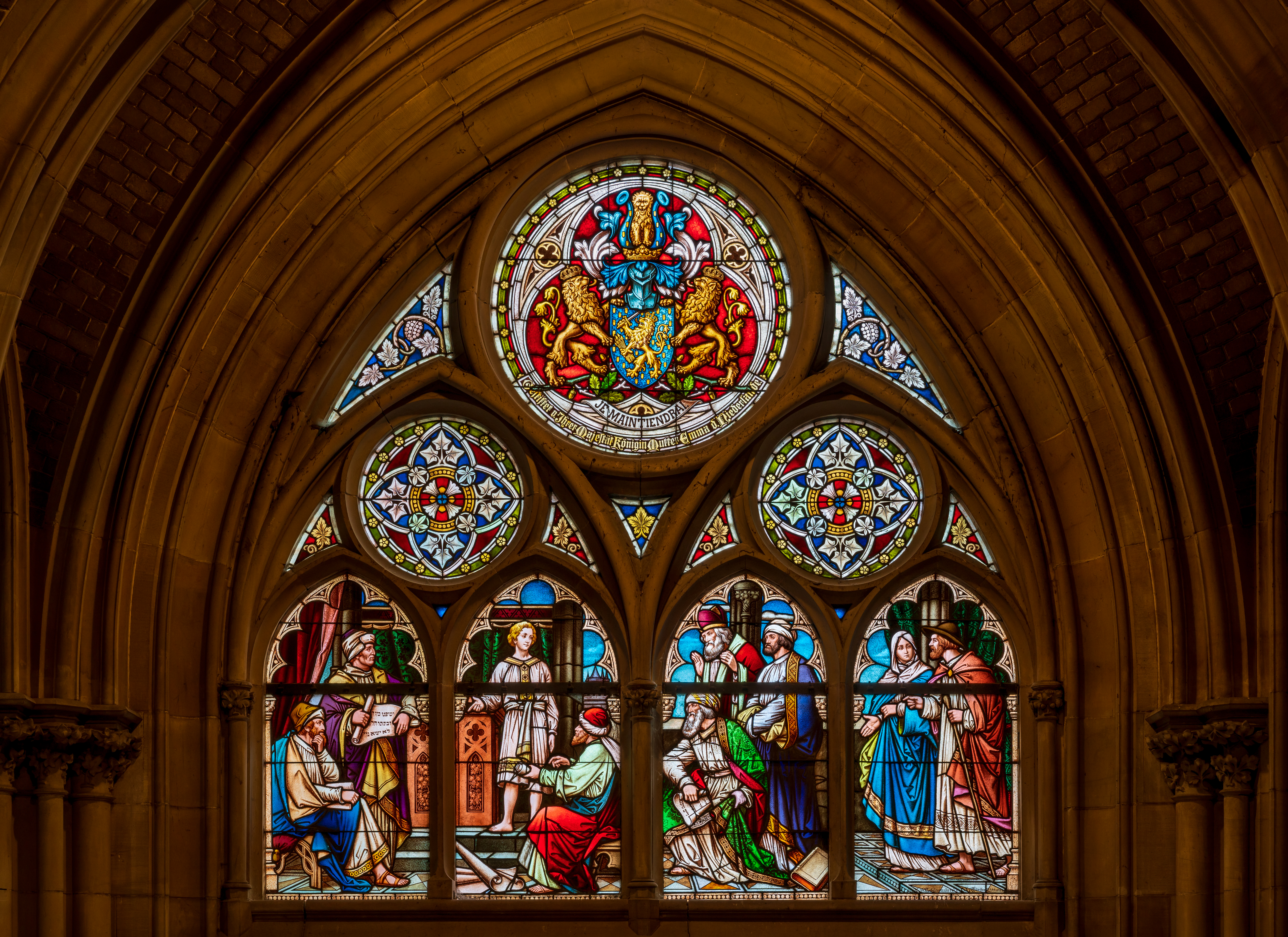
Trong nhà thờ Gedächtnis ở Speyer, Đức

Vào cuối thời Trung cổ, các nhà máy thủy tinh được thiết lập, nơi có sẵn một nguồn cung cấp Silic dioxide (cát), vật liệu cần thiết cho việc sản xuất thủy tinh. Cát đòi hỏi nhiệt độ rất cao để trở thành nóng chảy, một điều mà không phải nhà máy thủy tinh nào cũng có thể đạt được. Nguyên liệu như bồ tạt, soda, và chì có thể được thêm vào để giảm nhiệt độ nóng chảy. Các chất khác, như vôi, được thêm vào để tăng độ bền của kính. Thủy tinh được tạo màu bằng cách thêm bột ôxit kim loại hoặc kim loại mịn trong quá trình nấu thủy tinh. Đồng oxit tạo ra màu xanh lam hoặc đỏ, coban làm xanh thẳm, và vàng sản xuất thủy tinh có màu rượu vang đỏ và hồng. Phần lớn thủy tinh màu đỏ hiện đại được sản xuất dùng đồng, ít tốn kém hơn so với vàng và làm cho kính sáng hơn, màu đỏ có sắc thái đỏ son hơn. Kính màu trong khi còn ở trong nồi đất sét trong lò được gọi là kính nồi kim loại (pot metal glass), trái ngược kính được thổi lên thành nhiều lớp (flashed glass).

#### Thổi thủ công
Sử dụng một ống thổi, cuốn và lấy ra một khối thủy tinh nóng chảy từ nồi trong lò nấu. Tiếp theo khối thủy tinh được chỉnh hình dạng thành quả cầu tròn và thổi khí vào thành một quả bóng lớn. Sử dụng các công cụ kim loại, khuôn bằng gỗ đã ngâm nước và trọng lực, khối thủy tinh được chế tác để tạo thành một hình trụ dài. Khi nguội đi, nó được hơ nóng lại để có thể tiếp tục thao tác. Trong quá trình tiếp theo, đáy của hình trụ được mở ra. Sau khi được đưa đến kích thước mong muốn, nó được tách ra khỏi ống thổi và để nguội. Một mặt của hình trụ được cắt ra. Nó được đưa vào một lò khác để nhanh chóng nung nóng mềm lại và cán thành tấm kính phẳng, sau đó nó được ủ và làm nguội với tốc độ được kiểm soát để kính được bền hơn. Kính "thổi bằng tay" (còn gọi là kính múp) và kính vương miện là những loại được sử dụng trong các cửa sổ kính màu cổ đại. Cửa sổ kính màu thường được sử dụng phần lớn  trong các nhà thờ cũng như nhiều tòa nhà sang trọng khác.

#### Kính vương miện
Loại thủy tinh làm bằng tay này được tạo ra bằng cách thổi một bong bóng khí vào một khối thủy tinh nóng chảy và sau đó quay nó trên không hoặc trên bàn, quay nhanh như bánh xe của người thợ gốm. Lực ly tâm làm bong bóng chảy mở ra và phẳng. Sau đó, nó có thể được cắt thành các tấm nhỏ. Kính được tạo thành theo cách này có thể được nhuộm màu và được sử dụng cho các cửa sổ kính màu, hoặc kính trắng không màu như được thấy trong các cửa sổ nhỏ trong các ngôi nhà từ thế kỷ 16 và 17. Các hình sóng tròn đồng tâm, uốn lượn là đặc trưng của quá trình này. Tâm của mỗi mảnh thủy tinh, được gọi là "mắt bò”, vì chịu ít lực li tâm hơn trong quá trình quay, nên nó thường dày hơn phần còn lại của tấm kính. Nó cũng có dấu ấn đặc biệt do thanh sắt giữ kính khi quay để lại. Chất lượng khúc xạ kính vương niệm kém trong suốt hơn, nhưng chúng vẫn được sử dụng cho các cửa sổ nhà thờ và nhà giáo hội. Kính vương miện cho đến ngày nay vẫn được sản xuất, nhưng thường ở quy mô nhỏ.

#### Kính cán
Kính cán (đôi khi được gọi là "kính bàn") được sản xuất bằng cách đổ thủy tinh nóng chảy lên bàn kim loại hoặc than chì và ngay lập tức cán nó thành tấm bằng cách sử dụng một xi lanh kim loại lớn, tương tự như cán một vỏ bánh. Việc cán có thể được thực hiện bằng tay hoặc bằng máy. Kính có thể được "cán đôi", có nghĩa là nó được cán qua hai xi lanh cùng một lúc (tương tự như bộ vắt quần áo trên các máy giặt cổ) để tạo ra kính có độ dày nhất định (thường khoảng 3 mm). Kính sau đó được ủ. Kính cán lần đầu tiên được sản xuất thương mại vào khoảng giữa những năm 1830 và được sử dụng rộng rãi cho đến ngày nay. Nó thường được gọi là kính Cathedral, nhưng điều này không liên quan gì đến các nhà thờ thời Trung cổ, nơi thủy tinh được sử dụng và được thổi thủ công.

#### Kính lớp
Kính kiến trúc phải dày ít nhất 3 mm để chịu được lực đẩy và kéo điển hình của gió. Tuy nhiên, trong việc tạo ra thủy tinh màu đỏ, các thành phần tạo màu phải có nồng độ nhất định, nếu không màu sẽ không phát triển. Điều này dẫn đến màu sắc đậm đến mức ở độ dày 3 mm, kính màu đỏ truyền quá ít ánh sáng và trở thành màu đen. Phương pháp được sử dụng là dán một lớp thủy tinh mỏng màu đỏ lên một lớp thủy tinh dày hơn, không màu hoặc nhạt màu, tạo thành kính nhiều lớp.
Một khối thủy tinh nóng chảy có màu nhạt được nhúng vào một chậu thủy tinh mầu đỏ, sau đó được thổi thành một tấm thủy tinh nhiều lớp bằng cách sử dụng kỹ thuật xi lanh hoặc kỹ thuật vương miện được mô tả ở trên. Khi phương pháp này được sử dụng để tạo ra thủy tinh màu đỏ, các màu khác cũng được sản xuất theo cách này. Một ưu điểm lớn là kính nhiều lớp là có thể được khắc hoặc mài mòn lớp trên để lộ lớp kính màu bên trong hoặc màu bên dưới. Phương pháp này cho phép đạt được các chi tiết và hoa văn phong phú mà không cần thêm nhiều miếng nghép màu, mang lại cho các nghệ sĩ sự tự do hơn trong thiết kế của họ. Một số nghệ sĩ đã tận dụng tối ưu những khả năng mà kính lớp mang lại cho họ. Ví dụ, các cửa sổ huy chương thế kỷ 16 chủ yếu dựa vào nhiều lớp màu sắc trong kính để tạo ra các sinh vật và màu phức tạp của chúng. Trong thời kỳ trung cổ, thủy tinh đã được mài mòn; sau đó, axit flohydric được sử dụng để bào bỏ các lớp qua phản ứng hóa học (một kỹ thuật rất độc hại), và vào thế kỷ 19, kỹ thuật phun cát bắt đầu được sử dụng cho mục đích này.